# Дентон, Анук
Анук Дентон (англ. Anouk Denton; род. 9 сентября 2003, Англия) — английская футболистка, защитник клуба «Вест Хэм Юнайтед» и сборной Англии (до 23 лет). Получила образование в школе для девочек Сент-Олбанса (Сент-Олбанс, Хартфордшир). Дентон была подписана клубом «Арсенал» в их академию и дебютировала за основную команду в 2020 году. В мае 2021 года Дентон отправилась в Луисвиллский университет как часть их рекрутингового класса.

## Клубная карьера

### «Арсенал»
Дентон начала молодёжную карьеру в молодёжных командах «Сент-Олбанс Сити». Она также играла за школу для девочек Сент-Олбанса, которую иногда тренировали игроки женского клуба «Арсенала», такие как Лия Уильямсон. В результате Дентон присоединился к академии «Арсенала» в 2016 году. Она была частью команды, занявшей второе место на юношеском турнире в «Гудисон Парке». В 2019 году она представляла сборную Англии (до 17 лет) на юношеском чемпионате Европы. В 2020 году из-за череды травм в составе «Арсенала» Дентон попала на скамейку запасных в матче национального чемпионата против «Брайтона», но на поле она не вышла. За «Арсенал» он дебютировала, выйдя на замену в победном матче Северолондонского дерби против «Тоттенхэм Хотспур» на «Медоу Парк» (6:1).

### «Вест Хэм Юнайтед» (аренда)
В 2021 году была отдана в аренду в «Вест Хэм Юнайтед». 16 мая того же года Дентон забила свой первый гол на профессиональном уровне в проигрышном матче против «Манчестер Сити» (1:5).

### «Вест Хэм Юнайтед»
21 января 2023 года было подтверждено, что Дентон вернется в «Вест Хэм Юнайтед» после пребывания в студенческой команде «Луисвилл Кардиналс». Было объявлено, что она подписала с лондонским клубом контракт сроком на два с половиной года.

## Клубная статистика
| Клуб                      | Сезон      | Лига       | Лига  | Лига | Кубок | Кубок | Кубок лиги | Кубок лиги | Итог  | Итог |
| Клуб                      | Сезон      | Дивизион   | Матчи | Голы | Матчи | Голы  | Матчи      | Голы       | Матчи | Голы |
| ------------------------- | ---------- | ---------- | ----- | ---- | ----- | ----- | ---------- | ---------- | ----- | ---- |
| Арсенал                   | 2020/21    | Суперлига  | 1     | 0    | 0     | 0     | 0          | 0          | 1     | 0    |
| Вест Хэм Юнайтед (аренда) | 2020/21    | Суперлига  | 3     | 0    | 0     | 0     | 0          | 0          | 3     | 0    |
| Вест Хэм Юнайтед          | 2022/23    | Суперлига  | 5     | 0    | 0     | 0     | 1          | 0          | 6     | 0    |
| Вест Хэм Юнайтед          | 2023/24    | Суперлига  | 15    | 0    | 1     | 0     | 3          | 0          | 19    | 0    |
| Вест Хэм Юнайтед          | Итог       | Итог       | 23    | 0    | 3     | 0     | 4          | 0          | 30    | 0    |
| Общий итог                | Общий итог | Общий итог | 24    | 0    | 3     | 2     | 5          | 0          | 31    | 2    |

1. ↑  Включая Кубок Англии
2. ↑  Включая Кубок Английской футбольной лиги

## Личная жизнь
Дентон встречается с футболисткой Сарой Эрнандес.